# 에어포트 75
에어포트 75(Airport 1975)는 미국에서 제작된 잭 스마이트 감독의 1974년 영화이다. 솔트레이크시티 국제공항의 보잉 747 비행기에서 촬영되었다. 찰톤 헤스톤 등이 주연으로 출연하였고 윌리엄 프라이어 등이 제작에 참여하였다.

## 출연

### 주연
- 찰톤 헤스톤
- 카렌 블랙
- 조지 케네디
- 에프렘 짐발리스트 주니어

### 조연
- 수잔 클라크
- 헬렌 레디
- 린다 블레어
- 데이나 앤드루스
- 로이 티니스
- 시드 캐서

## 제작진
- 미술: 조지 C. 웹
- 의상: 에디스 헤드